# Symphonie érotique
Pour plus de détails, voir Fiche technique et Distribution.
Symphonie érotique (Sinfonía erótica) est un film espagnol réalisé par Jesús Franco, sorti en 1980.

## Synopsis
France, début du XXe siècle.
Accompagnée de son psychanalyste, le Dr Louys, la marquise Martine de Bressac retourne à la villa familiale après une longue convalescence. En la quittant, le médecin lui recommande de tout faire pour se conformer à ses ordonnances, « afin que tout se passe comme vous et moi le souhaitons ».
À peine de retour à la villa, voilà Martine précipitée dans un abime de souvenirs. Son mari Armand l’avait éloignée de lui depuis longtemps et voilà que Wanda, la dame de compagnie, lui raconte que pendant son absence il a accueilli dans la maison un jeune efféminé nommé Flor.
Même si elle est consciente de la trahison d’Armand, même si elle a découvert son homosexualité et qu’il l’humilie continuellement, Martine est incapable de réprimer un sentiment et un désir viscéral. La vraie guérison est encore loin. La jeune marquise souffre en réalité d’un trouble psychique hérité de la branche féminine de sa famille. Son état de santé psychophysique est si fragile qu’une émotion trop forte pourrait lui être fatale.
Pendant ce temps, Armand et Flor, jouant dans le parc, rencontrent une jeune nonne inconsciente et couverte de sang, Norma, qui a fui le couvent pour des raisons inconnues. La trouvant très jolie, ils décident de l’accueillir dans la villa et de la forcer à devenir leur complice. Une fois qu’elle est devenue la camérière personnelle de la marquise, Norma verse tous les matins du poison dans le lait de son petit-déjeuner. Une fois ses forces seront réduites au minimum, il reviendra à son mari de lui donner le coup de grâce en l’accueillant enfin dans son lit pour qu’elle ait une crise cardiaque.
Le seul obstacle est Wanda, qui découvre le complot et le communique au Dr Louys, qui étrangement ne l’écoute pas. De retour à la villa, Wanda est étranglée la nuit par Armand. Tout semble se passer selon le plan : cette même nuit, Armand va dans la chambre de Martine et celle-ci, comme prévu, succombe au cours des rapports sexuels.
Enfin libéré de cette femme encombrante, Armand découvre qu’entretemps c’est une tendre histoire d’amour qui a commencé entre Flor et Norma. Tout ce qu’il lui reste à faire, c’est de les tuer eux aussi, de les transpercer avec son épée pendant qu’ils font l’amour.
C’est alors que dans l’immense villa, angoissé et épuisé, Armand entend des pas qui s’approchent. C’est Martine, toujours vivante mais qui avait fait semblant de mourir et qui revient maintenant vers son mari pour se venger. La marquise saisit l’épée avec laquelle Armand vient de tuer le jeune couple d’amoureux et, sans rencontrer aucune résistance, lui transperce la gorge. Elle court ensuite vers le couloir où l’attend le Dr Louys, dont il se révèle alors qu’il est non seulement complice, mais aussi amant. Il est temps que Martine quitte pour toujours cette villa afin de commencer une nouvelle vie.

## Fiche technique
- Titre français : Symphonie érotique
- Réalisation : Jesús Franco
- Scénario : Jesús Franco d'après le marquis de Sade
- Musique : Jesús Franco
- Pays d'origine : Espagne
- Format : Couleurs - Mono
- Genre : érotique
- Date de sortie : 1980

## Distribution
- Lina Romay : Martine de Bressac
- Susan Hemingway : Norma
- Armando Borges : Marqués Armando de Bressac
- Mel Rodrigo : Flor
- Aida Gouveia : Wanda
- George Santos : George
- Albino Graziani : Dr Louys